# Ferulago sandrasica
Ferulago sandrasica är en flockblommig växtart som beskrevs av Pes$emen och Pierre Ambrunaz Quézel. Ferulago sandrasica ingår i släktet Ferulago och familjen flockblommiga växter. Inga underarter finns listade i Catalogue of Life.